# ストレス管理
ストレス管理（ストレスかんり、Stress management、ストレスマネジメント）とは、個人のストレスレベルをコントロールする技術や心理療法を指す幅広い概念である。ストレス管理は、人々の日常生活を改善する事を目的にしている。具体的な技法については、「ストレス管理#技法」を参照。

## ストレスの種類

### 急性ストレス
急性ストレス（Acute stress）は世界の多くの人々において一般的である。急性ストレスは、少し先の将来に対してのプレッシャーや、直近の過去の出来事に起因して発生する。この種のストレスはネガティブなものであるとよく誤解されているが、しかしこれは巡りに巡って、人生の中では良い出来事となっていく。
たとえば、ランニングやエクササイズなどは急性ストレッサーだと認識されている。幾つかのエキサイティングな経験（ジェットコースターなど）は、急性ストレッサーではあるが、しかしそれは非常に楽しいものであるとされる。急性ストレスは短期的なストレスであるがゆえ、それは長期間に渡ってストレスを引き起こすものではない。

### 慢性ストレス
ハーバード大学医学部は、ストレスとさまざまな疾患との関係を考えると、ストレスを軽減する方法を見つけることが、健康を維持するために最も重要な分野であると主張している。ストレスを和らげる方法はたくさんある：瞑想、マインドフルネス、ヨガ、週末の遊び、休暇。ストレス管理には様々な方法があり、具体的な技法については「ストレス管理#技法」を参照。
慢性ストレス（Chronic stress）は急性ストレスとは異なり、それが長期間続いている人々に対して、深刻な健康リスクをもたらす。慢性ストレスは記憶欠如、空間認識能力の低下、食欲低下を引き起こす。
慢性的なストレスは脳細胞を刺激し、人間の潜在能力を最大限に引き出すと誤解している人がいるが、そうではない。慢性的なストレスは脳細胞を殺し、記憶や学習に関わる前頭前野を縮小させる。つまり、慢性的なストレスは、生物学的老化の促進、慢性的な炎症の増加、酸化ストレスという細胞や遺伝子にダメージを与える2つのプロセスに関連しているのだ。体内の慢性的な軽度の炎症を「慢性炎症」と呼ぶ。慢性炎症は、糖尿病、心臓病、ストレス、うつ病、免疫力低下などの症状と関連している。ヨガがストレスや炎症の有害な身体的影響を遅らせる可能性があることを示唆する研究がある。
その深刻度は人によって様々だが、性別の違いも潜在要因だとされる。女性は長期間のストレスに対して男性よりも耐えることができ、不適合な反応は表に出すことはない。男性は短期間のストレスに女性よりも耐えることができるが、しかしある閾値に達すると、精神面での問題が発生するリスクが急増する。

## 技法
生活においてストレスに対処する技法には様々なものがある。ストレス対処技法の以下の一覧には、低レベルのストレスや一時的なストレスに対する技法から、高レベルのストレスや継続的なストレスに適する技法まで、様々なものが含まれる。様々な対処技法を身につけるほどストレスへの総合的な対処力が高まるため、有効な対処技法を身につけるためのサポートと同時に、選択できる対処技法の幅を広げるためのサポートもなされる。ストレス対処技法の用い方（多様な種類の対処技法を実行する、複数の対処技法を組み合わせる等）や、対処技法の実行プロセス（ある対処技法を実行しても効果が得られない場合は別の対処技法に変更する等）に関するサポートも重要である。
- 自律訓練法
- 社会的活動
- 認知行動療法
- 認知療法
- 行動療法
- リフレーミング
- 対人関係療法
- 相談やカウンセリング
- 不安感の軽減（「全般性不安障害#心理療法」を参照）
- 紛争解決
- 頭骨リリース技法
- 情動処理（感情を表に出したり聴いてもらったりして、気持ちを整理する）
- 気分転換（気晴らし）
- 趣味の活動
- 娯楽
- 音楽
- 瞑想
- マインドフルネス瞑想
- 深呼吸
- ヨガ・ニドラ
- スマートドラッグ
- 読書
- 祈り
- リラクゼーション
- アイソレーション・タンク[9]
- 創作活動
- Fractional relaxation
- エクササイズ
- スポーツ
- 漸進的筋弛緩法
- 温泉
- 身体訓練
- 自然の中で過ごす
- ストレスボール
- 自然療法
- 代替医療（臨床的に確立された）
- 時間管理
- 計画と実行
- リラクゼーションミュージックの視聴[10]
- アロマテラピー[11]
- ペットと充実した時間を過ごす
- 環境調整（人間関係面の改善など、ストレスを感じる環境を第三者に改善してもらうこと）・環境変更（よりストレスの少ない環境に移動・変更すること）
- 問題解決法（ストレスの原因となる問題を発見し、解決することを支援・促進する技法）

ストレス管理の技法は、各々の哲学的パラダイムによって様々である。たとえば、ストレス管理の技法を、問題焦点型と情動焦点型に分類することができる。問題焦点型は、周囲の環境や自らの行動を変えることで、ストレスとなる問題そのものを解消していこうとする技法の総称である。情動焦点型は、ストレスとなる問題に対する考え方や捉え方を変えることで、心理的苦痛を軽減していこうとする技法の総称である。どちらを採用するかの判断は、その時の状況、問題の種類、本人の性格などによって異なる。
食品摂取もストレス改善の可能性があり、咀嚼（ガム、ソフトキャンディー等）、特定の食品成分（GABA、テアニン、テオブロミン）、食品素材（カルダモン、トウガラシなどのスパイス）にストレス改善効果が認められることが報告されている。

## 職場において

### 医療現場でのストレス
1994年に、総合診療医および病院医師についてのストレスレベル調査が行われ、500人以上の医療系労働者がR.P Caplan医師の調査に協力した。その質問調査の結果では、47%の従事者が高ストレスレベル、また27%の総合診療医が重度抑うつであった。これらのデータについてR.P Caplan医師は、多数の医療系労働者が仕事によってストレスを受けている事に警鐘を鳴らす結果が示されたと述べている。管理職のストレスレベルは、現場の医師よりも高いものではなかった。統計では54%の従事者が病棟勤務について不安を抱えているとされた。この病院調査は世界的には小規模な範囲で行われたものだが、Caplan医師はこの傾向は病院の大部分において妥当な線であろうと述べている。